# Forgách Pál (püspök)
Ghymesi és gácsi gróf Forgách Pál (1696. január 5. – Vác, 1759. augusztus 25.) teológiai doktor, nagyváradi, később váci püspök.

## Élete
Az ősrégi nemesi származású Forgách család sarja. Forgách Pál és Révay Emerentia fia volt. Bécsben bölcseleti, Rómában pedig 1718-ban teológiai doktor lett. 1720-ban tartotta első miséjét, amelyen apja segédkezett. 1721-ben nagyváradi olvasókanonokká és 1723-ban e káptalan Szent Lászlóról nevezett kis-prépostjává, majd rosoni püspökké és 1733-ban a pozsonyi káptalan nagyprépostjává neveztetett ki. 1747. október 3.-án nagyváradi püspök lett. 
1740 körül Itáliába zarándokolt a loretói kegyhely megtekintésére és innét Rómába is elrándult. Itáliából Latamos építőmestert hozta magával és Váradolasziban 1752-ben székesegyházat kezdett építeni, mely 1779-ben készült el. 1757. április 25.-én a váci püspöki székre helyezték át. Itt a székesegyház építését, melynek alapját az 1735-ben kinevezett gróf Althan Mihály Károly vetette meg, nagyrészt bevégezte és sok kinccsel ajándékozta meg. 
1758. március 15.-én Vácon kelt körlevelében 14 pontra terjedő, beható utasítást adott egyházmegyéje plébánosainak. A hívek áhítatának előmozdítására keresztény tanítmány társulatot (Congregatio Doctrinae Christianae) alapított. Palotájában naponként számos szegény táplálkozott, és 12 tanulót vendégelt meg.

## Művei
- Kéziratban: Tabularium Diplomatum... de rebus Hungaricis et Transilvanicis és Transumta Diplomatum et Literarum ex Archivo V. Capituli L. R. Magno-Varadiensis